# 가화
가화(嘉禾)는 중국 손오(孫吳) 대제(大帝)의 두 번째 연호이다. 232년에서 238년 8월까지 6년 8개월 동안 사용하였다.
같은 시기에 사용된 다른 연호로는 조위(曹魏)에서 사용한 태화(太和 : 227년 ~ 233년), 청룡(靑龍 : 233년 ~ 237년), 경초(景初 : 237년 ~ 239년), 촉한(蜀漢)에서 사용한 건흥(建興 : 223년 ~ 237년), 연희(延熙 : 238년 ~ 257년), 연왕(燕王) 공손연(公孫淵)이 237년부터 238년까지 사용한 사연호(私年號) 소한(紹漢)이 있다.

## 연대대조표
| 가화                       | 원년            | 2년                 | 3년        | 4년        | 5년        | 6년                 | 7년             |
| 서력                       | 232년           | 233년               | 234년      | 235년      | 236년      | 237년               | 238년           |
| 육십간지 (六十干支)        | 임자(壬子)      | 계축(癸丑)          | 갑인(甲寅) | 을묘(乙卯) | 병진(丙辰) | 정사(丁巳)          | 무오(戊午)      |
| 조위 (曹魏)                | 태화(太和) 6년  | 7년 청룡(靑龍) 원년 | 2년        | 3년        | 4년        | 5년 경초(景初) 원년 | 2년             |
| 촉한 (蜀漢)                | 건흥(建興) 10년 | 11년                | 12년       | 13년       | 14년       | 15년                | 연희(延熙) 원년 |
| 연왕(燕王) 공손연 (公孫淵) | -               | -                   | -          | -          | -          | 소한(紹漢) 원년     | 2년             |

## 같이 보기
- 중국의 연호

| 이전 연호 황룡(黃龍) | 중국의 연호 손오(孫吳) | 다음 연호 적오(赤烏) |